# Détonateur
 (mai 2020).
Si vous disposez d'ouvrages ou d'articles de référence ou si vous connaissez des sites web de qualité traitant du thème abordé ici, merci de compléter l'article en donnant les références utiles à sa vérifiabilité et en les liant à la section « Notes et références ».

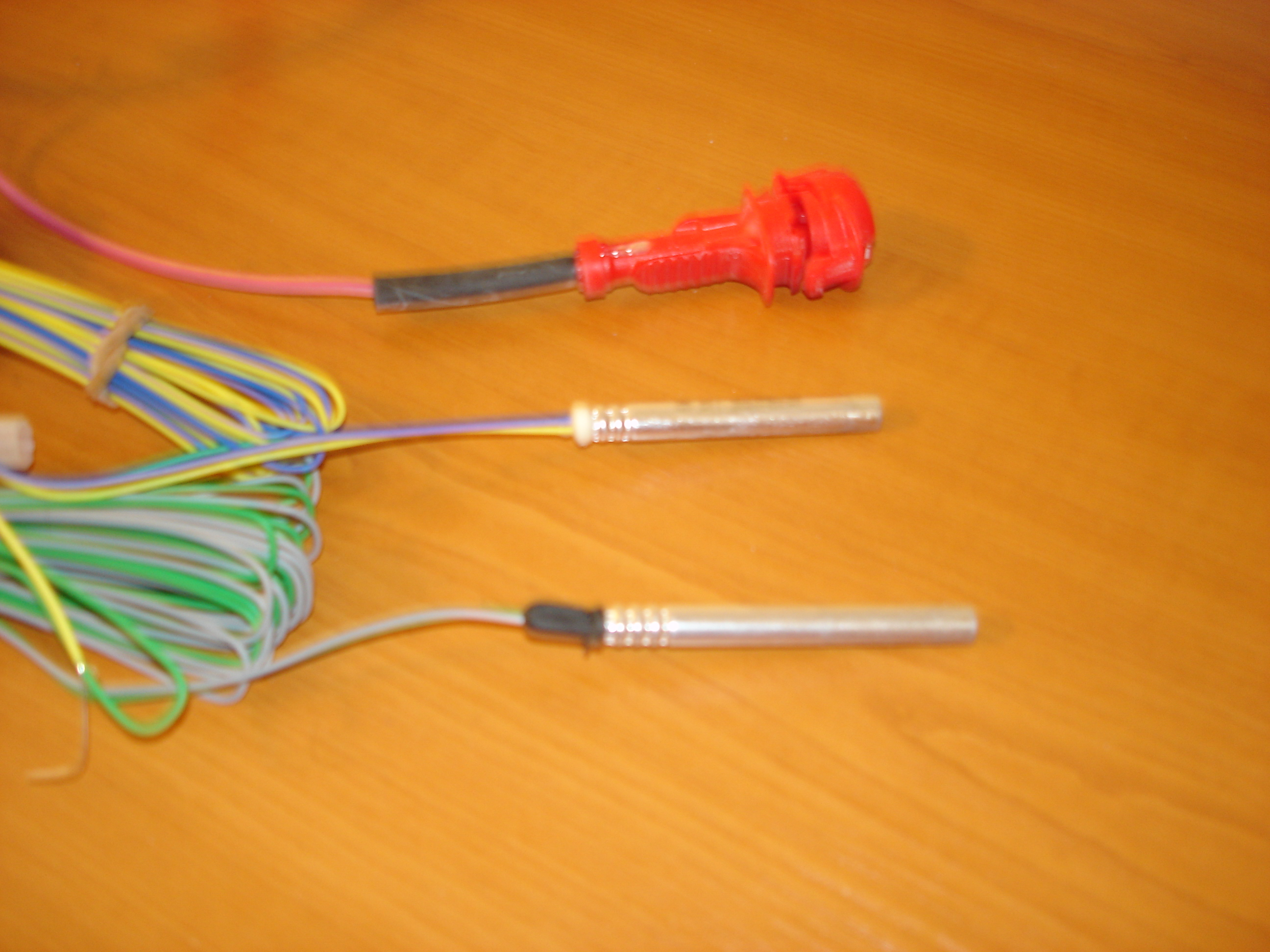
Deux détonateurs électriques en aluminium.

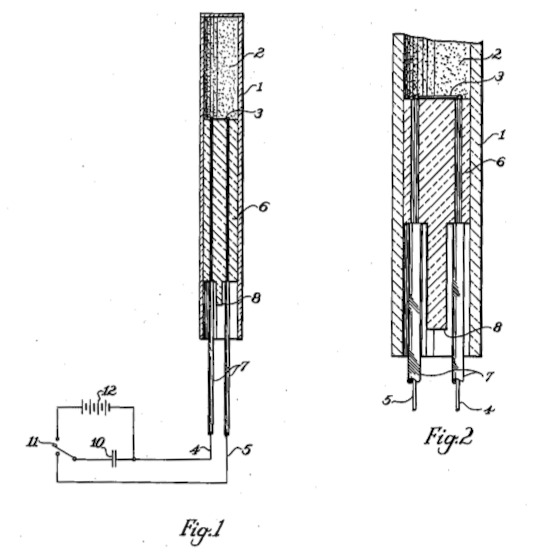
Schéma d'un détonateur électrique.

Le détonateur est un élément de la chaîne pyrotechnique dont le rôle consiste à produire, au départ d'un courant électrique ou d'une flamme, une onde de choc suffisamment puissante pour provoquer la détonation d'une charge explosive.
La chaîne pyrotechnique simple se compose de quatre éléments :
- un allumeur, appelé « allumeur de mèche lente » ou boutefeu, qui produit le feu (flamme) par frottement mécanique manuel
- une mèche (mèche lente) ou une composition retardatrice qui transmet le feu généré par ce boutefeu
- le détonateur qui est introduit dans la charge explosive
- la charge explosive principale.

La chaîne électrique simple est constituée :
- d'un exploseur (produisant un courant électrique)
- de fils conducteurs allant de l'exploseur au détonateur
- d'un détonateur électrique, (explosif primaire)
- d'une charge principale dite secondaire.

Au cœur du détonateur, l'inflammation d'une perle d'allumage (dans le cas de l'ignition électrique) ou la flamme nue (dans le cas de l'allumage par mèche ou par amorce) provoquent la détonation d'une petite quantité d'un explosif de type « primaire » (fulminate de mercure, peu à peu remplacé par l'azoture de plomb, moins toxique, etc.).
Cet explosif « primaire », en détonant, entraînera la détonation d'un autre explosif dit « secondaire » (généralement la pentrite ou l'hexogène), moins sensible mais plus puissant de par la quantité employée.
Sans cet artifice, la plupart des explosifs brûleraient lentement ou déflagreraient (cas de certaines nitrocelluloses), sans toutefois atteindre le régime de détonation (sauf s'il y a fort confinement et/ou mise en œuvre d'une masse très importante).
Le fulminate de mercure, Hg(OCN)2, était jadis utilisé dans tous les détonateurs et amorces de munition, soit seul, soit mélangé avec d'autres produits comme le chlorate de potassium.
Le fulminate de mercure est aujourd'hui pratiquement entièrement remplacé dans les détonateurs commerciaux et militaires par d'autres produits plus stables ou moins toxiques, tels que :
- azoture de plomb (PbN6) ;
- diazodinitrophénol ;
- hexanitromannitol ;
- fulminates.

Le détonateur est serti à l'extrémité de la mèche lente puis introduit au cœur de la charge. 
Ne pas confondre un détonateur électrique avec un exploseur, source électrique qui fait  fonctionner le détonateur.

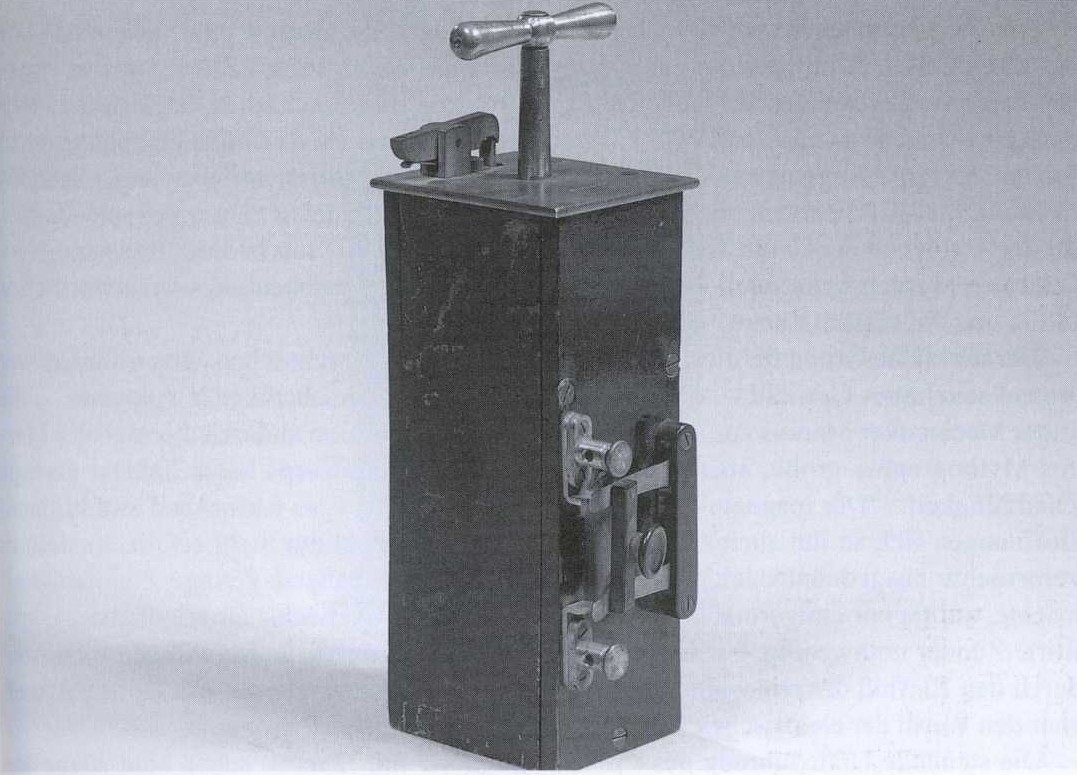
Un exploseur (servant à activer les détonateurs électriques) le Wiener Zünder de Marcus (1864).

## Détonateurs pyrotechniques
Particulièrement sensible à la chaleur et aux chocs, 
le détonateur pyrotechnique est constitué d'un tube en aluminium, en laiton ou en cuivre contenant un explosif primaire. Ce type de détonateur est activé par une mèche lente : la flamme de la mèche lente initie directement l'explosif primaire.

## Détonateurs électriques
Relié à l'exploseur, ce dispositif est un tube dans lequel se situe un explosif primaire.
Cet explosif primaire explosera à la suite d'une décharge électrique provoquée à distance par l'exploseur.
Cette explosion activera la charge principale. 

## Détonateurs électroniques
Le détonateur électronique a presque le même principe de l'électrique avec la condition d'explosion à distance.

## Détonateurs chimiques
La détonation se produit à partir d'une réaction chimique, souvent exothermique, dont l'énergie va servir à provoquer la réaction. On peut citer comme exemple la réaction entre le permanganate de potassium et la glycérine, qui a aussi l'avantage de pouvoir servir de délai.

## Risques et dangers
Le transport et surtout la manipulation de détonateurs sont dangereux pour l'opérateur (chocs, chaleur). À cet effet, ils sont transportés séparément des éléments constituant la chaîne pyrotechnique.